# San Miguel de Horcasitas
San Miguel de Horcasitas là một đô thị thuộc bang Sonora, México. Năm 2005, dân số của đô thị này là 6036 người.